# 24時間テレビ46 愛は地球を救う
『24時間テレビ46 「愛は地球を救う」 明日のために、今日つながろう。』（24じかんテレビ46 「あいはちきゅうをすくう」 あしたのためにきょうつながろう）は、日本テレビ系列にて2023年8月26日（土）18:30 - 8月27日（日） 20:54（JST）に生放送された通算46回目の『24時間テレビ 「愛は地球を救う」』である。

## 概要
日本テレビ開局70周年記念番組としての放送であり、メイン会場は日本武道館が第57回和道会全国空手道競技大会で使用できなかったため、5年連続で両国国技館が使用された。
前回はドラマスペシャル『無言館』のみで行われていたTVerのリアルタイム配信を、今回はPART.1（土曜18:30 - ドラマスペシャル『虹色のチョーク』終了まで）およびPART.7（日曜17:23 - 番組終了まで）に拡大した。ほか、番組終了後に一部企画の見逃し配信をTVerやHuluなどにて実施した。
この年は『世界の果てまでイッテQ!』や『1億3000万人のSHOWチャンネル』の制作陣が中心となって制作されたため、これらに関わる演者も多く出演している。
『笑点』のチャリティー大喜利において林家木久扇が高齢および次の世代に交代するため、翌年の2024年3月を以て番組を勇退することが発表された。その一方で春風亭一之輔が『24時間テレビ』初出演となった。

エンディングの「サライ」に関して、加山雄三は前年をもってコンサート活動からの引退を表明していたが、病気療養中の谷村にエールを送るために例外的に登壇。谷村は病気療養のため、年内の活動を休止していることから出演を辞退。来年こそ「サライ」を歌えるようにと番組へメッセージを寄せていたが、放送後の10月8日に74歳で亡くなった。

### 騒動
今回の放送においてヒロミがチャリティーランナーとしてマラソンに挑戦している最中の8月26日、迷惑系YouTuberのしんやっちょがコース上に乱入、松本伊代（ヒロミの妻）のデビュー曲である『センチメンタル・ジャーニー』の一節をもじって『伊代はまだ 何歳なったんですか』と呼びかけた上で国技館まで並走しようとした為、番組スタッフに制止されるという事態が発生した。そのしんやっちょは当日、深夜に自身のX（旧twitter）アカウントにてその様子を公開し、更には翌27日にYouTubeのチャンネルにて同様の動画を公開したが、前回、EXITの兼近大樹がマラソンランナーを務めた際に同様の行為が行われていたことに加え、放送後の11月には参加局のひとつ・日本海テレビ（鳥取県鳥取市）の幹部局員が第37回（2014年）から長期にわたって募金を着服していた事件が発覚したため、日本テレビ社内においても番組そのものの存廃が懸念される事態となっていたが、2024年6月20日に2024年の放送を行うことが発表された。

## 出演者

### メインパーソナリティー
- なにわ男子
  - 西畑大吾
  - 大西流星
  - 道枝駿佑
  - 高橋恭平 - 「イッテQ!遠泳部」に泳者として参加のため、27日の早朝～日中は中継にて随時出演。
  - 長尾謙杜
  - 藤原丈一郎
  - 大橋和也

### チャリティーパーソナリティー
- 芦田愛菜 - テレビ朝日系で放送中の裏番組でもある『サンドウィッチマン&芦田愛菜の博士ちゃん』出演のため、26日20:55頃から途中参加[8]。
- 小泉孝太郎[9]
- 有働由美子[10]

### 24時間テレビサポーター
- 徳光和夫

### 総合司会
- 羽鳥慎一
- 水卜麻美（日本テレビアナウンサー）

### マラソンランナー
- ヒロミ[11]

### PART.1（国技館パート）
◎ = マラソン ヒロミ応援団
| - 芳根京子 - 小田凱人 - やしろ優 - バービー （フォーリンラブ） - いとうあさこ - おかずクラブ - 川村エミコ - 森三中 - 椿鬼奴 - ガンバレルーヤ - 堀田茜 - 箭内夢菜 - 谷まりあ - 横田真悠 - 後藤輝基（フットボールアワー）◎ | - チョコレートプラネット◎ - フワちゃん◎ - セントチヒロ・チッチ◎ - 高橋みなみ◎ - LITTLE（KICK THE CAN CREW）◎ - インディアンス◎ - 3時のヒロイン◎ - はっしーはっぴー（コンピューター宇宙）◎ - アビコタツヤ◎ - ネイビーズアフロ◎ - まちゅ◎ - ジャッキーちゃん◎ - らびっとピーチ◎ - YOSHIKI |

### THE夜もヒッパレ
| - 三宅裕司 - 中山秀征 - 赤坂泰彦 - グッチ裕三 - モト冬樹 - MAX - 知念里奈 - 花村想太（Da-iCE） - ムッシュ吉崎（クリスタルキング） - 王林 | - ささきいさお - 後藤真希 - 柏木由紀（AKB48） - あの - 大原櫻子 - 中村あゆみ - 友近 - 松本明子 |

### 上田と女が朝まで吠える夜
| - 上田晋也（くりぃむしちゅー） - 大久保佳代子（オアシズ） - いとうあさこ - MEGUMI - 若槻千夏 - ファーストサマーウイカ - 一青窈 - 清水ミチコ - 松村沙友理 - やす子 - 朝日奈央 - 峯岸みなみ - 須田亜香里 - 重盛さと美 - バービー(フォーリンラブ) | - あの - 内田恭子 - 野々村友紀子 - 丸山桂里奈 - 浜口京子 - 清水あいり - 鳥居みゆき - 萌々（爛々） - 金子きょんちぃ（ぱーてぃーちゃん） - 信子（ぱーてぃーちゃん） - お見送り芸人しんいち |

### 24時間的バンキシャ！
- 桝太一
- 古市憲寿
- 長谷川ミラ
- 木原実
- そらジロー

### 復活!ズームイン
- 永井美奈子
- 松本志のぶ
- 西尾由佳理
- 武田真一

### イッテQ!遠泳部
- 内村光良（ウッチャンナンチャン）
- 宮川大輔
- 中岡創一（ロッチ）
- みやぞん（ANZEN漫才）
- よしこ（ガンバレルーヤ）
- まひる（ガンバレルーヤ）
- 村山輝星

### PART.4（国技館パート）
◎ = マラソン ヒロミ応援団
| - イモトアヤコ - 「国技館でつながろうチャレンジ」MC - 柴田理恵 - ヨネスケ - 大倉忠義（関ジャニ∞） - 一青窈 - 柏木由紀子 - 宮城野親方 | - 井上芳雄 - 豊原江理佳 - 鬼越トマホーク◎ - チョコレートプラネット◎ - インポッシブル◎ - ジョニー志村◎ - 山添寛（相席スタート）◎ |

### PART.5（関東ローカル）
- アンミカ
- 田中卓志（アンガールズ）

### PART.6
| - 今田耕司 - 「想い出のあの人と…つなげちゃいます!運命の生再会SP」MC - 吉村崇（平成ノブシコブシ） - 同上 - ジョニー志村 - 松岡茉優 - 保田圭 - 矢口真里 - 辻希美 - 紺野あさ美 - モーニング娘。'23 - アンミカ - 東尾理子 - 北村晴男 - 稲村亜美 | - 潮田玲子 - 鷲見玲奈 - hitomi - HOUND DOG - 小池栄子 - 吉岡秀隆 - 作間龍斗（HiHi Jets） - アンガールズ - 小川光明 - 石川牧子 - 小田凱人 - 秋川雅史 - 望月理恵 |

### PART.7（関東ローカル）
- 榊原郁恵
- 渡辺裕太

### チャリティー笑点
- 林家木久扇
- 三遊亭好楽
- 三遊亭小遊三
- 春風亭昇太
- 林家たい平
- 桂宮治
- 春風亭一之輔
- 山田隆夫
- 南野陽子 - 「男女ペア大喜利」部分 解答者
- 滝沢カレン - 「男女ペア大喜利」部分 解答者
- 三遊亭愛楽 - 「男女ペア大喜利」時の座布団運び
- ビックスモールン - 演芸コーナーゲスト

### PART.7（18:00台）
- 加山雄三
- 堀内孝雄（アリス）
- 矢沢透（アリス）
- Chage
- 岩崎宏美
- 平原綾香
- ジェシー（SixTONES）
- YOSHIKI
- 松本伊代

### PART.7（19:00以降）
- 間寛平
- 島田珠代
- アキ
- 山田花子
- 吉田裕
- DAIGO
- 松本伊代

### 日本テレビアナウンサー
- 徳島えりか（「24時間テレビ直前番組」メイン）
- 蛯原哲（「チャリティーマラソン」実況）
- 岩田絵里奈（「チャリティーマラソン」リポーター／「笑点『男女ペア大喜利』」解答者）
- 梅澤廉（「車いすの少年となにわ男子が挑むウォーターショー」実況）
- 森圭介（「日産グローバル本社ギャラリー」進行）
- 住岡佑樹（「日産グローバル本社ギャラリー」進行）
- 山本里咲（「日産グローバル本社ギャラリー」進行）
- 渡邉結衣（「日産グローバル本社ギャラリー」進行）
- 後呂有紗（「24時間テレビ的バンキシャ!」）
- 伊藤遼（「24時間テレビ的バンキシャ!」ニュースコーナー／「NNNニュース・サンデー」）
- 藤井貴彦（「イッテQ!遠泳部 琵琶湖横断6時間チャレンジ」）
- 北脇太基（「イッテQ!遠泳部 琵琶湖横断6時間チャレンジ」実況）
- 市來玲奈（「高校生422人・100m走でつなぐ42.195km」進行）
- 河出奈都美（「NNNストレイトニュース」／「NNNニュース」）
- 浦野モモ（「チャリティー笑点」進行）

## 企画・コーナー

### タイムテーブル
- 一部地域はローカルセールス枠（11:24 - 12:24、16:59 - 17:23）に自主編成に差し替え。

★：「明日のために、今日つながろう。」（ドキュメンタリー企画）
- 赤文字は時刻表示。

| 時間            | コーナー名                                                                           |
| --------------- | ------------------------------------------------------------------------------------ |
| 8月26日 18:30 - | 24時間テレビPART.1                                                                   |
| 18:30 -         | オープニング                                                                         |
| 18:45 -         | 車いすの少年となにわ男子が挑むウォーターショー                                       |
| 19:00 -         | イッテQ!女芸人と耳の不自由な子どもたちが挑む！総勢62名のインドナートゥダンスメドレー |
| 19:20 -         | ★骨肉腫になったサッカー少年 仲間と決めた奇跡のゴール                                 |
| 19:40 -         | 今夜発表！今年のランナーは一体誰なのか？チャリティーマラソンスタート！               |
| 20:00 -         | YOSHIKIが出動！日本列島ダーツの旅的全国1億人インタビュー                             |
| 20:20 -         | ★大谷翔平がつないだ命のバトン                                                        |
| 21:00 -         | 芦田愛菜が出動！日本列島ダーツの旅的全国1億人インタビュー                            |
| 21:10 -         | 24時間テレビスペシャルドラマ「虹色のチョーク 知的障がい者と歩んだ町工場のキセキ」    |
| 23:00 -         | 24時間もヒッパレ 〜明日につなげたい名曲TOP10〜                                       |
| 8月27日 2:00 -  | 上田と女が朝まで吠える夜!憧れのあの人から大嫌いなアイツまでつながっちゃうぞSP        |
| 2:20 -          | 24時間テレビ PART.2                                                                  |
| 5:00 -          | 24時間テレビ PART.3                                                                  |
| 5:00 -          | 24時間テレビ的バンキシャ!                                                            |
| 6:43 -          | NNNニュースサンデー                                                                  |
| 6:55 -          | 24時間テレビ PART.4                                                                  |
| 7:00 -          | 復活ズームイン                                                                       |
| 7:20 -          | 志麻さんが生産者の想いをつなげる！24時間テレビ的0円キッチン                          |
| 7:40 -          | 高校生422人・100ｍ走でつなぐ42.195キロ 目指せ男子フルマラソン世界記録                |
| 8:00 -          | イッテQ!遠泳部 琵琶湖横断6時間チャレンジ                                             |
| 8:30 -          | ★芦田愛菜が演じた「はなちゃんのみそ汁」 20歳になったはなちゃんは今…                  |
| 9:11 -          | ★坂本九 38年目の真実 最後の歌に秘められた愛                                          |
| 9:30 -          | ★相葉雅紀、保護犬トリミングin台湾 動物たちの明日のために！                           |
| 10:00 -         | 国技館みんなでつながろうチャレンジ                                                   |
| 10:30 -         | ★余命半年と宣告された父 最愛の娘と登る北アルプス                                     |
| 11:14 -         | NNNストレイトニュース                                                                |
| 11:24 -         | 24時間テレビ PART.5                                                                  |
| 11:24 -         | 翔猿、剣翔、大翔鵬が出動！日本列島ダーツの旅的全国1億人インタビュー                  |
| 11:40 -         | ★103歳のパワフルおばあちゃん 小泉孝太郎が学ぶ生きるための魔法の言葉                  |
| 12:00 -         | 大相撲応援ダンスメドレー                                                             |
| 12:24 -         | 24時間テレビ PART.6                                                                  |
| 12:30 -         | ★難病に立ち向かう25歳の女子大学生 声を失う前に届けたいメッセージ                     |
| 12:50 -         | 西畑大吾と道枝駿佑が出動！日本列島ダーツの旅的全国1億人インタビュー                  |
| 13:00 -         | ★“人は誰だって「エース」になれる”モーニング娘。亡き恩師が残した言葉                  |
| 13:40 -         | 全ての挑戦者におくる！応援歌メドレー                                                 |
| 14:00 -         | イッテQ!大島&出川ガールズ応援ダンス企画                                              |
| 14:30 -         | 想い出のあの人と…つなげちゃいます！運命の生再会SP                                    |
| 15:30 -         | 史上最年少で世界一！車いすテニス小田凱人 〜国枝慎吾からつながる力～                  |
| 16:00 -         | ★白血病と闘った女子高生 仲間に残した希望                                             |
| 16:50 -         | ★渡辺徹物語 ～常に笑顔で生きた61年～                                                 |
| 16:54 -         | NNNニュース                                                                          |
| 16:59 -         | 24時間テレビ PART.7                                                                  |
| 17:20 -         | チャリティー笑点 24時間テレビ チャリティーペア対抗大喜利                             |
| 19:00 -         | ★防空壕で歌う少女 YOSHIKIと届ける平和への願い                                        |
| 19:30 -         | ★芦田愛菜×6歳のインフルエンサー理央奈ちゃん もっと広げたい人々との「つながり」       |
| 19:50 -         | ★有働由美子 アフリカの旅 5年ぶりに会いたいウガンダの少女                             |
| 20:00 -         | 道枝からなにわ男子メンバーへの手紙                                                   |
| 20:30 -         | 大フィナーレ！                                                                       |

## 関連番組
- news zero（2023年4月17日放送分）[13]

なにわ男子のメインパーソナリティ及び芦田愛菜のチャリティーパーソナリティ就任を発表
- 行列のできる相談所 （2023年6月11日放送分）[14]

チャリTシャツを発表
- 1億人の大質問!?笑ってコラえて!（2023年7月12日放送分）[9]

小泉孝太郎のチャリティーパーソナリティ就任を発表
- 1億3000万人のSHOWチャンネル（2023年8月19日放送分）[15]

マラソンランナーの詳細を発表
- ヒロミ!真夏の激走!完全密着90日…24時間マラソンの舞台裏（2023年8月28日放送分）

チャリティマラソンを追ったドキュメント番組

## スタッフ
24時間テレビ46 「愛は地球を救う」
- 美術統括：大川明子
- 技術統括：上野豊
- 総合TD︰沼田広美
- マイクロプラン：藤原将展
- 音声プラン：梓沢曜平
- SDC・SOC：渡邊佳寛、黒坂祐太、桧皮一、伊藤茂、小柳和紀、古谷野祐樹
- CVセンター：大坪拓、伊藤充彦、山田亮平、佐藤勝弘、濱谷結、小林伶汰
- マスター：松澤覚祥、松崎秀樹、山下央泰、前田啓那、本郷沙英香、藤本和昭
- 放送進行：御﨑芳仁、粕谷佳子、糸井芳恵
- 回線ブッキング：千葉伸一郎、朝倉沙弥香、石山由芽、辻直哉
- 電話回線設備：石中史彦、柴田真之介、塚原啓介、丹野明香里、糸洲元貴、長島辰海
- CGデザイン：野村俊介、鈴木晴花、深川侑紀、柳麗、原翔平、高木陽基、高橋翼、矢口裕大、園田悠之佑、坂口剛謙、桾澤勇、末継英一、日野裕介、西村優輝、岸楓馬、山本修平、新井達也、村上洋平、三浦祐樹
- プロモーション：橋本典子、丸山由香里
- 編成：小林拓弘、浜本勇士
- ネットワーク：鈴木信、宮本琢也
- 取材担当プロデューサー：柏原萌人、清水巧巳
- 技術協力：NiTRO
- 美術協力：日テレアート
- 警察本部：山川洋平、黒田努、可児智之、石塚理、熊原隆浩、松本夏来、増形響、牧野貴之、大河敏一

告知
- - ディレクター：竹内遥香、坂本侑哉
  - プロデューサー：奥陽介、草場千恵、操谷亮、富田晶子

PRプロジェクト
- - ディレクター：鈴木潤一郎、稲葉一馬、上田知洋、永井大輔、茶野正一朗、濱田陸人
  - プロデューサー：久道恵、深谷圭二、伊藤実枝子、高橋正昭、村岡克紀、斉藤陽子、平井秀和、小林梨菜、稲村理沙

チャリTシャツ
- - チャリTシャツデザインアーティスト：SHUN SUDO
  - プロデューサー：貝山京子

募金プロジェクト
- - プロデューサー：川口信洋
  - ディレクター：大納啓汰、松原凱人
  - チャリティーグッズ：荒井俊彦、大山裕貴、庄内真美子、佐藤陽介、渋谷啓介、近信有利加

SNS・ネット展開
- - プロデューサー：蔭山彩、池山愛菜

デジタルコンテンツ
- 〔コンテンツ制作局〕：樋口正史、高橋直樹、寺山晃平、岩鼻優、小野純子
- 〔DX推進局〕：松本学、吉田宗弘

〔ホームページ〕
- - プロデューサー：倉又広行
  - ディレクター：馬庭達也
  - デザイナー：太田日向子、加藤美帆
  - システム：眞坂雅由美、香川裕輔

〔データ放送〕
- - ディレクター：稲福祥子
  - デザイナー：茂住彩織
  - エンジニア：大城孝之
  - 技術：菊原富貴也、伊藤拓也、亀山雄樹
- 〔SNS〕：嶋村直紀、和田真由美
- 〔スマホARアプリ〕：藤井彩人、堤泰生、山内真央、渡辺雄大
- 〔動画配信〕：近藤星美、岩村菜々子

日産チャリティーイベント
- - 特別協賛：日産自動車
  - TD：岩原正明
  - SW：大谷アグリ
  - CAM：海野亮
  - 配信：高橋一徳
  - MIX：山本賢
  - VE：早野真人
  - 照明：市川朋樹
  - 音響：近藤鎌一
  - 音効：高橋秀治
  - モニター：久保和也
  - ディレクター：小見早苗、東竜也、辻川稜
  - 演出：川口順也
  - プロデューサー：徐真然、藤田志帆、内藤葵、赤津未奈

汐留本社S1サブ放送本部
- - SW：高田憲一、松嶋賢一、岩本茂、鈴木健司
  - 音声：星野正樹、坪井翔馬、大浦政宣、瀧健太郎、依田真和、中山貴晴
  - 調整：池田祐一郎、飯島友美、竹内萌江、塩原和益
  - 音楽効果：保苅智子、鶴巻香奈
  - VTR出しディレクター：星野隆夫、佐藤伸一、島袋みさと
  - TK・DSS：坂本幸子、山沢啓子、長坂真由美、竹島祐子、山岸由佳、奈良里美、神保よしみ、伊村佳恵、田中美南子
  - ECG：橋田可奈子、辻根昌枝
  - 技術・ネットコーディネート：鈴木詢乃、本間雄二郎、淺沼丈生、西出凌太朗、上野真二
  - プロデューサー：一色彩加

TVer企画
- - ディレクター︰加藤健太、久島拓也
  - プロデューサー︰森下典子

夜もヒッパレ
- - ナレーター：林田尚親
  - 美術プロデューサー：葛西剛太、上田貴博
  - デザイン：道勧英樹、佐藤裕乃
  - 大道具：海老沼浩二、矢口幸二
  - 電飾：樋口巧
  - 特殊効果：星野伸
  - 花装飾：花香恭子
  - メイク：林朋香
  - TD：鈴木昭博
  - SW：蔦佳樹
  - カメラ：岩永雄允
  - MIX：小境健太郎
  - VE：岡田直紀
  - 照明：小笠原雅登
  - TK：大岡伸江
  - ECG：宮前芳恵、齋藤さやか
  - 音効：高取謙
  - 協力：DAM第一興商
  - ディレクター：籾山祐樹、中野貴文、庄司名衣、萩原哲也、日髙慎一朗、大島圭司、安達穣史、西脇未樹、豊永満
  - プロデューサー：岩崎小夜子、清水紀枝、池田桂子、橋本隆、渡辺健太郎、平光綾、武藤利治、山崎佑里子、稲積桃花
  - 監修：菅原正豊
  - 演出：徳永清孝

上田と女が朝まで吠える夜!
- - ナレーター：杉本るみ
  - SW：荻野祐也
  - CAM：川島佑介
  - 音声：中野裕介
  - VE：三崎美貴
  - 照明：高橋明宏
  - デザイン：北村春美、高木彩
  - 大道具：近藤匡浩
  - 電飾：原口まどか
  - 小道具：後藤隆彦
  - メイク：高江洲結子
  - 音効：岡田淳一
  - チーフディレクター：山嶋将義
  - ディレクター：小倉卓、長谷川雄平
  - プロデューサー：土屋翔太、名護谷瑞貴、松島美由紀
  - 演出：前川瞳美

高校生422人・100m走でつなぐマラソン世界記録
- - ナレーター：林田尚親
  - TD：牛山敏彦
  - SW：出野裕史
  - CAM：八木原輝
  - MIX：安楽修平
  - VE：原徹行
  - クレーン：深谷裕也
  - メイク：目代遥
  - 中継ディレクター：伊村幸多朗、矢嶋哲也
  - 中継プロデューサー：池宮城太一、西村明浩
  - ディレクター：田場亮耶、高田駿、信時一輝
  - 演出：蒲龍太郎
  - プロデューサー：齋藤久美子、吉村真人、加藤万紀子
  - 協力：國學院大學栃木高等学校、青藍泰斗高等学校、足利大学附属高等学校、浦和実業学園高等学校、小山高等学校、佐野東高等学校、栃木高等学校、堀越高等学校、本庄第一高等学校、平成国際大学、栃木市

〔本社スタッフ〕
- - CG技術：狩野博貴、藤田成弥、島野真紀

イッテQ!遠泳部 琵琶湖横断チャレンジ
- - ナレーター：立木文彦
  - TD：星勇次
  - ゴールTD：杉本麻也
  - 船TD：船越正道
  - スタートTD：加藤大助
  - CAM：池田亮、大矢晃平
  - MIX：板橋翔、池永裕一
  - ドローン：宮崎要裕
  - VE：寺見遥希、池見憲一
  - マイクロ：浅地裕夫
  - 照明：岩佐崇史
  - ASS：伊藤舞香
  - 美術プロデューサー：高津光一郎
  - ロケカメラ：岩澤治
  - ロケ水中カメラ：小谷智士
  - メイク：柴田茜
  - 撮影協力：びわ湖横断リレー水泳大会実行委員会、ジール撮影事業部、オーシャンナビ、新代田スイミングスクール、ワニベース、ヤンマーサンセットマリーナ、レークウエストヨットクラブ、杢兵衛造船所、滋賀ロケーションオフィス、彦根市フィルムコミッション室、滋賀県立びわ湖こどもの国、亀の井ホテル彦根、フジテック、アーストライアスロン
  - 中継ディレクター：須田歩美、吉田稔、石川直志
  - 中継FM：松﨑秀峰、近藤純也
  - ディレクター：白石公太
  - 中継演出：長谷川たかし
  - VTR演出：猪股由太郎
  - プロデューサー：杉山直樹、輿石将大、吉澤枝里子、今野舞紀、高橋容子

〔本社スタッフ〕
- - リモートサブ：北岡大輔、野平和之、山本慎吾
  - コーディネーション：半田悠
  - MD：足立廉太郎
  - TK：石島加奈子
  - ECG：今泉瑞希

チャリティーマラソン
- - 移動車TD：橋詰聖仁
  - スタートTD：杉本裕治
  - スタートMIX：南雲長忠
  - SW：今別府元気
  - MR-TD：神田洋介、梶原悠一
  - CAM：金子紘之、片山雄斗、宮路龍太、岩上貴士
  - マイクロ：山口赳世、奥津加奈子
  - MIX：篠原秀幸
  - ドライバー：清水辰雄、長谷川誠大、宮下暁彦
  - TVU TD：鴇田晴海
  - TVU VE：河内恵一
  - TVU Cam：上杉隆寛
  - 美術プロデューサー：茂木大樹、三浦昭彦
  - デザイン：山根茉子
  - 大道具：小笠原憲仁、松橋滉平
  - マラソンコーチ：坂本雄次
  - マラソンプロデューサー：比企啓之
  - マラソンサポートコーチ：中川修一、上北泰弘
  - マラソンサポート：樺山こぬれ、佐藤成人、大穀敬太、須藤一将、宮田祐杜、上田祐一郎
  - 理学療法士：小田嶋裕之
  - 医師：中郡聡夫
  - 看護師：大鹿誌季
  - 制作進行：日下潤
  - デスク：田口美和子
  - S1コーディネーター：前田大輔、木村将士、長沼秀幸
  - 距離OG：楠木里紗
  - ノンリニオペレーター：高野和子
  - ディレクター：本田拓也、東海林大介、曽我翔、平田里菜、嵐修三郎、辻正記、竹内潤、矢野太一、臼杵優士
  - 演出：有田駿介
  - プロデューサー：田中俊光、阿河朋子、木村優子、小川明人、岡本あかね、荻原伸之

マラソンランナー応援VTR
- - ナレーター：窪田等
  - 演出：宮森宏樹
  - ディレクター：大谷俊介、安池薫、田中真之、高橋慎耶
  - プロデューサー：滝澤真一郎、豊田侑吏恵、豊田由佳梨

日本列島ダーツの旅的全国1億人インタビュー
- - ディレクター：大石正通、韮澤隆人、板倉祐樹、渡邉岬
  - プロデューサー：海老澤友美子

車いすの少年となにわ男子が挑むウォーターショー
- - ナレーター：真地勇志
  - TD：明庭保昭
  - SW：東武志
  - CAM：山内新太
  - MIX：櫻田勝博
  - VE：佐々木謙太
  - クレーン：米窪康成
  - 照明：名取孝昌
  - ロケCAM：越郁弥
  - ロケAUD：川越夏菜
  - 演技指導：菅野美佳、瀬井啓太
  - 協力：埼玉県立川越高等学校、三輪田学園
  - チーフディレクター：中澤洋貴
  - ディレクター：小笠原将、田中麗奈
  - プロデューサー：切替愛、野島彩希

イッテQ!女芸人と子ども達が挑むインドダンス
- - ナレーター：立木文彦
  - 技術協力：EAT
  - ロケカメラ：千葉譲司、金光利也
  - ディレクター：小野寺健、藤野研介、長田昌之
  - プロデューサー：岡﨑成美、木根奨太、杉原洋子

国技館企画フロアー
- - フロアディレクター：林田竜一、山崎宏之、広江孝吉、疇地祐介、端愛摘
  - プロデューサー：橋本隆司、山森真実

骨肉腫になった少年 仲間と決めた奇跡のゴール
- - ナレーター：窪田等
  - ディレクター：新山潤
  - 制作進行：小木しつか
  - プロデューサー：三浦由舞、松岡満枝
  - 協力：一般社団法人神奈川県サッカー協会

大谷翔平がつないだ命のバトン
- - ナレーター：槇大輔
  - プロデューサー：鈴木美枝子
  - ディレクター：黒田沙季
  - リサーチャー：塚越麗

24時間テレビ的バンキシャ!
- - ナレーター：大塚芳忠、小野寺一歩、森富美（日本テレビアナウンサー）
  - TD：中村晋也
  - SW：三井隆裕
  - CAM：伊藤孝浩
  - MIX：亘美千子
  - N1-TM：岡﨑邦章
  - 調整：山口考志
  - TK：鈴木リサ
  - 音効：島野高一
  - 美術デザイン：浅田一花
  - 大道具：濱田高志
  - 電飾：飯塚奈美
  - メイク：星野沙紀
  - 気象センター：河合英明、竹村祐人、岩月弥綸
  - 原稿校閲：酒井俊和、梅岡光
  - ディレクター：安藤洋之、斉藤雅人、中山建治、山口順平、天羽綾乃、竹内花奈、勝呂雄介、小川直希、青木拓也、牧尾太知、杉山優美香、松本穂乃香、髙島菜々美、増田廉、有馬江見梨、庄司匠、大古知拓未、江口真也、金子智博、加納美也子、猪子華
  - プロデューサー：安彦真利江、中島朋彦、長谷川智彦、大倉雅弘、深谷麻衣子、五十嵐恵、片田やよい、中田敦子、杉本純子、田島剛
  - 総合デスク：藤田賢治
  - デスク：高柳裕美
  - チーフプロデューサー：井上幸昌

復活!ズームイン
- −VTR−
  - ナレーター：真地勇志
  - ディレクター：味岡晃司、長谷部雄人、峯田希生
  - プロデューサー：笠原保志、宇和川隆、山口佳奈
  - アーカイブ：石井佑司、石井ひな子
- −中継−
  - 静岡第一テレビ：松本直也
  - 福岡放送：寺松耕治

〔汐留マイスタジオ〕
- - TD：天内理絵
  - SW：村松明
  - CAM：西阪康史
  - 調整：笈川太
  - MIX：寺田恭子
  - 照明：大場浩
  - 美術プロデューサー：上條宏美
  - デザイン：高井美貴
  - 大道具：丸山智巳
  - メイク：家崎裕子
  - BV：山本真吾
  - ディレクター：後藤一輝、藤田正和、中出到、松島大悟、伊藤光明、西村寿希
  - 演出：八重沢亮、高井健司
  - プロデューサー：合田伊知郎、坂本水奈、野原卓司、大嶋麻由

志麻さんが生産者の想いをつなげる!キッチン
- - ナレーター：あおい洋一郎
  - ディレクター：森谷将、西本幸平
  - プロデューサー：森山琢哉、中澤亜友

「はなちゃんのみそ汁」 20歳になった今…
- - ナレーター：芦田愛菜
  - ディレクター：糸賀綾香、山本彩加
  - プロデューサー：右京美穂
  - 取材協力：伊崎健太郎
  - 技術映像協力：福岡放送
- −福岡中継−
  - コーディネート：藤本弘志
  - プロデューサー：比嘉智樹
  - ディレクター：橋村和幸
  - TD：東典史
  - SW：小林宏義
  - CAM：角田至
  - MIX：高岡彰吾

坂本九38年目の真実 最後の歌に秘められた愛
- - ナレーター：窪田等
  - 演出：中山準士
  - ディレクター：満尾晋介
  - プロデューサー：駒崎茂之、向山典子

相葉雅紀・保護犬トリミングin台湾
- - ナレーター：有働由美子
  - ディレクター：湯浅貴仁、西宮義和
  - プロデューサー：榎本晃子、伊藤拓也

国技館でつながろうチャレンジ
- - ナレーター：林田尚親
  - ディレクター：春山正宏、髙橋知也
  - プロデューサー：影山幸子、稲葉芳士

余命半年と宣告された父 最愛の娘と登る北アルプス
- - ナレーター：木村多江
  - ディレクター：秋山哲也
  - 演出：長井香織
  - プロデューサー：黒川こず枝

103歳のおばあちゃん
- - ナレーター：貫地谷しほり
  - プロデューサー：山口正博、市川義信
  - 演出：田村幸大
  - ディレクター：松尾郁弥
  - 素材協力：中国新聞社

お相撲さんそろいぶみ!応援ダンスメドレー
- - ディレクター：田野辺陽平
  - プロデューサー：須藤大介

難病に立ち向かう25歳の女子大学生からのメッセージ
- - ナレーター：湯浅真由美
  - 演出：黒石岳志
  - ディレクター：奈良脩人、間嶋涼太
  - プロデューサー：飯髙昌宏、田中麻梨紗

モーニング娘。恩師 夏まゆみ物語
- - 演出：渡辺春佳
  - ディレクター：藤山志歩
  - プロデューサー：貝瀬芳和、佐藤友美

イッテQ!大島&出川ガールズ応援ダンス企画
- - プロデューサー：伊藤英恵、平田真悠
  - ディレクター：武井正弘
  - ダンス監修：REO

想い出のあの人と…つなげちゃいます再会SP
- - ナレーター：城ヶ崎祐子、真地勇志
  - ディレクター：石澤元希、長谷川智也、田代和総
  - チーフディレクター：福司龍太
  - プロデューサー：宮崎慶洋、杉本朋子、前田美和、井艸麻衣、三上由貴

史上最年少で世界一!車いすテニス小田凱人
- - ナレーター：遠藤憲一
  - 演出：渡辺邦宏
  - ディレクター：黒川勝功、築地敦史
  - プロデューサー：村田聡子、松田咲菜
  - 協力：岐阜インターナショナルテニスクラブ

白血病と闘った女子高生 仲間に残した希望
- - ナレーター：湯浅真由美
  - ディレクター：赤坂謙
  - 演出：鈴嶋直子

渡辺徹物語 ～常に笑顔で生きた61年～
- - ナレーター：窪田等
  - 演出：増田雄太
  - チーフディレクター：北村朋広
  - ディレクター：栗原悠太郎
  - プロデューサー：藤崎一成、齋藤慎一、橋本美穂、榎本早希

チャリティー笑点
- - SW：田代義昭
  - カメラ：赤澤知弘
  - 照明：小川勉
  - 音声：山口直樹
  - 音効：宮川素子
  - 調整：佐久間治雄
  - 美術：高野泰人
  - デザイン：大住啓介
  - 大道具：田村佳久
  - 小道具：伊藤純一
  - メイク：外山奈津子
  - 衣装：栗田佐智子
  - 集客：広畑尚哉
  - 協力：越智有紀子
  - スーパーバイザー：財津功
  - TK：中村ひろ子
  - ディレクター：高木裕司、福田拓也、五十嵐くるみ
  - プロデューサー：鬼頭直孝、山口裕之、辰巳暢一、森川健一、飯田達哉、木村有希

ウクライナで歌う少女　YOSHIKIと届ける平和への願い
- - ナレーター：有働由美子
  - 協力：動画アフロ、Before Your Trip JP
  - ディレクター：丸山太嘉志
  - プロデューサー：橋本直美、山田美穂、安部翔子
  - コーディネーター：金子潤郎、ジカルコ・ヴィタリー

芦田愛菜×6歳のインフルエンサー理央奈ちゃん
- - ナレーター：芦田愛菜
  - ディレクター：小川大輔
  - プロデューサー：城下直子
  - CAM：三浦貴広

有働由美子 ウガンダの少女と5年ぶりの再会
- - ナレーター：立木文彦、有働由美子
  - 海外コーディーネート：和田篤志
  - ロケカメラ：水谷元保
  - 技術協力：セッターズ
  - ディレクター：石岡裕將
  - プロデューサー：上田沙栄

両国・国技館
- - TD：吉﨑慶
  - 音声プラン：杉村理紗
  - 映像プラン：柳原拓実
  - SW︰吉田健治、荻野高康、中村哲也、北折雅人
  - カメラ：大庭茂嗣、島田佳奈、矢作陽一、髙木亮、小林沙祐里、細野和貴、高野信彦、佐藤裕司、下谷哲生、茅野竜徳、望月達史、早川智晃、門田健、山内剛、木藤和久、依田達也、中村佳央、増山勇司、秋元辰也、高橋布実弥、森亮介
  - 音声：小原正広、原秀彰、瀧島要介、中島和真、宮内貞、松村美緒、馬場楓、林英毅、大越克人、滝口祐造、冨樫尚耶、森優子
  - 調整：横山秀樹、喜屋武寛之、八谷勇太郎、柳澤圭佑、山口郁馬、児玉大輔、菅谷典彦、舘野真也、田邉仁美
  - 音楽効果：西谷香澄、岡崎宏、杉山謙一郎
  - 照明：井口弘一郎、中山佑宇、掛橋司、菅原佑介、岩井千知、貫井亜廉
  - テレビモニター：杉山知浩
  - マルチモニター：小内一豊
  - レーザー：高橋遼河
  - 楽器レンタル：佐藤継信
  - 美術プロデューサー：山本澄子
  - デザイン：波多野真理、北原龍一、高木智恵子
  - 美術進行：中島杏実
  - 設営：石原隆、金丸真土
  - 大道具：下吉克明、鷲嵜季映、塚田祐介、山本純樹
  - 電飾：平ノ内厚夫、糸数青祥
  - CG：楠田緑
  - アクリル装飾：松本健、山田隼人
  - 特殊効果：堀田秀二郎
  - 小道具：伊沢英樹
  - 花装飾：原京子
  - メイク：山田晶稀
  - VTR出しディレクター：高橋篤史、三船淳、片岡大地
  - ステージング：MIKO、百木千恵
  - TK：矢島由紀子、桜井えみこ、田中彩、山際慎子
  - 編曲：たかしまかんた
  - 演奏：ガッシュアウト、フェイスミュージック
  - コーラス：フィジー、ミュージッククリエイション、日テレ学院
  - 日テレ学院コーラスコーディネーター：飯田啓之、谷口あかり
  - 出演者ゲストプロデューサー：高松明央、済本明里、町田有、山崎みみ、窪彩花
  - フロアディレクター：稲元雅俊、氣賀澤宏隆、高橋康之、川島啓史、田中もも、片岡明日香、則武有希子、萩原翔樹、喜多祥子、原皓史、文元麻由奈、木村璃子、田嶋和哉、田中怜、中野虎之介、福田飛鳥、藤井沙紀、三宅温、浅田拓音、中嶌玲奈、諫山宗佑、稲石果音、三好典沙、村岡隼斗、森岡巴渚、山田陽太
  - ケータリング：高橋幸浩、櫻井未美、坂下華英、西倉渚沙
  - 国技館コーディネーション：内藤智子、光岡裕子、脇坂真琴、山崎李奈、甲斐主現
  - 相撲協会担当プロデューサー：髙橋和則
  - 国技館プロデューサー：河野雄平
- 協力：公益財団法人 日本相撲協会
- 制作協力：IVSテレビ制作、アヴァンセクリエイト、アガサス、AX-ON、いまじん、えすと、オフィスKR、極東電視台、クリーク・アンド・リバー、コール、ゴッドキッズ、ZION、ザ・ワークス、ジーヤマ、ジッピー・プロダクション、仁プロデューシング、ZUSHIO、創輝、東阪企画、日企、日テレイベンツ、neo、ハウフルス、パッション、ブームアップ、モスキート、ユニオン映画、ランナーズ・ウェルネス、ロール・ワン
- 構成作家：桜井慎一、ヒロハラノブヒコ、川上トリオ、木南広明、アリエシュンスケ/会沢展年、大谷裕一、菊池裕一、木野聡、栗坂祐輝、小林清人、小林哲也、佐藤かんじ、清水隆佑、城啓介、太崎泰義、堀江里光、町山広美、山形遼介、山田浩康
- 24時間テレビ事務局
  - 事務局長：佐々木豊
  - 事務局：若月英宏、保坂昌宏、反町礼、武井実、梅村由紀、岩久みか、野口真奈
- キャッシュレス募金：財津功靖、佐藤瑞保、福田拓未
- ボランティア本部：柚木洋彦、大沢容子、田村美桜、チーフボランティアの皆様、草の根チャリティーネットワーク
- 制作進行：東原祐子、西村友美、古賀絢子、後藤喬之
- 制作：森實陽三、松原正典、伊佐治健/清水星人、三浦俊明、田中宏史、福地聡
- 国技館ディレクター：渡邉友一郎、中村文彦、須原翔、南斉岬、佐々木万由子
- 汐留本社S1サブディレクター：井上将司、河村哲平、中川ゆりや、小林瑶一朗
- 国技館企画演出：石﨑史郎、市川隆
- S1サブ演出：髙橋利之、上利竜太、水嶋陽
- 全体進行：斉藤寿
- 国技館演出：柳沢英俊
- プロデューサー：沢田健介、天野英明、國谷茉莉、末延靖章、渡邊菜月
- 総合プロデューサー：吉無田剛[16]
- 総合演出：古立善之
- チーフプロデューサー：島田総一郎、矢野尚子
- 制作指揮：松本達夫
- 製作著作：日本テレビ